# Eremophyton chevallieri
Eremophyton chevallieri är en korsblommig växtart som först beskrevs av Jean François Gustave Barratte och L. Chevall., och fick sitt nu gällande namn av Augusto Béguinot. Eremophyton chevallieri ingår i släktet Eremophyton och familjen korsblommiga växter. Inga underarter finns listade i Catalogue of Life.